# 李可 (中醫)
李可（1930年12月18日—2013年2月7日），中國的中醫師、中醫學家，山西省靈石人。致力於中醫臨床研究，提倡扶陽，擅长以大量的附子為患者治療。
李可曾治癒十幾萬例重症患者，其中有兩萬多例是被醫院放棄治療的絕症患者。从而被鄧鐵濤譽為「中醫的脊梁」，又常被尊稱為「現代张仲景」。曾任靈石縣中醫院院長、全國民間醫藥學術研究專家委員會委員、《中医药研究》特邀编委、《香港中醫藥報》醫學顧問。

## 生平
1930年，李可出生於靈石縣的一個小農商家庭，16歲初中畢業後從軍，曾於彭德懷領導的西北野戰軍中擔任戰地記者。1949年進入西北藝專文學部學習。1953年，23歲的李可被誣告入獄，於獄中隨一位老中醫學習《傷寒論》、《黄帝内经》及中醫醫理，出獄後已可獨立開方看病，並取得中醫執照。
1963年，李可正式開始了他的行医生涯。為了救治病人，李可练习針灸，蒐集簡便中醫治療法。求醫者病種繁多，貧病交困。因此他白天診病，夜晚則挑燈翻撿資料，辨識病機尋求有效的治法。故其一生所學，涉猎内、外、婦、兒、五官、皮膚等科。
1983年李可創辦靈石縣中醫院，任院長近9年。
李可晚年於广东省中医院、廣州南方醫科大学的南方醫院開闢傳承基地。2010年，李可中醫藥學術流派傳承基地經國家中醫藥管理局批准，於南方醫院正式成立，首創中醫主理急症室及ICU，由李可的弟子呂英擔任基地主任。在同年3月，廣東省中醫院依照李可的中醫思想創立了中醫經典科，完全以中醫方法救治重症患者，獲得了顯著的療效。2011年，甘肅省衛生廳亦隨之成立了李可中醫藥學術流派甘肅省傳承基地。
2013年2月7日，李可於山西家中逝世，享壽83歲。鄧鐵濤對此感到婉惜，表示「中醫界失去了一員大將」。
在李可逝世之後，南方醫院於11月30日舉辦了「李可老中醫誕辰83周年紀念大會」暨「李可中醫藥學術思想交流大會」等紀念活動，並為李可老中醫銅像揭幕。

## 医学成就
李可依照中醫古籍而自創「破格救心湯」等方劑28首，擅長以重劑治療重症及各類疑難雜症。著有《李可老中醫急危重症疑難病經驗專輯》，記述其十多年來行医的臨床經驗。
李可推崇張仲景的《傷寒雜病論》及彭子益的《圓運動的古中醫學》，并校注發行《圓運動的古中醫學》一書。

## 弟子
李可的徒弟為劉力紅（2004年拜師）、郭博信、呂英、齐玉茹、李洪渊、张涵等人。

## 其他
- 中國中醫
- 中国针灸治疗学
- 蒲辅周
- 施今墨
- 錢伯煊
- 承澹庵
- 西苑醫院